# Olexander Wjuchin
Olexander Jewhenowytsch Wjuchin (ukrainisch Олександр Євгенович В'юхін; russisch Александр Евгеньевич Вьюхин/Alexander Jewgenjewitsch Wjuchin; * 9. Januar 1973 in Swerdlowsk, Russische SFSR; † 7. September 2011 in Tunoschna bei Jaroslawl) war ein ukrainisch-russischer Eishockeytorwart, der seit Dezember 2010 bei Lokomotive Jaroslawl aus der Kontinentalen Hockey-Liga unter Vertrag stand.

## Karriere
Olexander Wjuchin begann seine Karriere als Eishockeyspieler in seiner Heimatstadt in der Nachwuchsabteilung von Junost Swerdlowsk. Mit SDJuSchOR Junost wurde er 1990 Junioren-Meister der Sowjetunion. Ein Jahr später belegte er mit seiner Mannschaft den dritten Platz der Junioren-Meisterschaft der GUS.
Im Seniorenbereich gab der Torwart sein Debüt in der Saison 1991/92, als er für den ukrainischen Klub Dinamo Charkiw in der zweiten russischen Spielklasse spielte. Anschließend wechselte er für zwei Jahre in die ukrainische Hauptstadt zum HK Sokol Kiew, für den er in der Internationalen Hockey-Liga (MHL) auflief. Von 1994 bis 2003 stand er beim russischen Klub HK Awangard Omsk in der MHL und Superliga zwischen den Pfosten. In der Saison 2000/01 wurde er mit seiner Mannschaft russischer Vizemeister – im Playoff-Finale unterlag er mit seiner Mannschaft dem HK Metallurg Magnitogorsk.
Im Laufe der Saison 2003/04 schloss sich Wjuchin innerhalb der russischen Superliga dem HK Sibir Nowosibirsk an, für den er in dreieinhalb Jahren stets der Stammtorwart war. Von 2007 bis 2009 trat der Ukrainer mit russischem Pass für Sewerstal Tscherepowez zunächst in der Superliga und anschließend in der Saison 2008/09 in der neu gegründeten Kontinentalen Hockey-Liga an. Im Anschluss an diese Spielzeit wurde der ehemalige Nationalspieler von Sewerstals Ligarivalen Metallurg Nowokusnezk verpflichtet, für den er bis Dezember 2010 spielte. Danach wechselte er im Tausch gegen Alexander Lasuschin zu Lokomotive Jaroslawl. Am 7. September 2011 kam er beim Flugzeugabsturz bei Jaroslawl im Alter von 38 Jahren ums Leben.

### International
Für die Ukraine nahm Wjuchin an den C-Weltmeisterschaften 1993 und 1994 sowie der A-Weltmeisterschaft 1999 teil. Insgesamt stand er dabei in 13 Spielen für sein Land zwischen den Pfosten.

## Erfolge und Auszeichnungen
- 2001 Russischer Vizemeister mit dem HK Awangard Omsk